# Wspólnota administracyjna Göppingen
Wspólnota administracyjna Göppingen – wspólnota administracyjna (niem. Vereinbarte Verwaltungsgemeinschaft) w Niemczech, w kraju związkowym Badenia-Wirtembergia, w rejencji Stuttgart, w regionie Stuttgart, w powiecie Göppingen. Siedziba wspólnoty znajduje się w mieście Göppingen, przewodniczącym jej jest Guido Till.
Wspólnota administracyjna zrzesza jedno miasto i trzy gminy wiejskie:
- Göppingen, miasto, 56 819 mieszkańców, 59,22 km²
- Schlat, 1 727 mieszkańców, 9,68 km²
- Wangen, 3 165 mieszkańców, 9,68 km²
- Wäschenbeuren, 3 976 mieszkańców, 12,95 km²